# Henry Ramos Allup
Henry Ramos Allup (Valencia, 17 ottobre 1943) è un politico venezuelano.

## Biografia
Figlio di Amanda Allup de Ramos e del medico Emilio Ramos Ached, entrambi con origini libanesi, comincia da giovanissimo a militare nel partito Azione democratica.
Fu protagonista della vita politica della quarta Repubblica del Venezuela nel momento in cui, alla guida di Azione Democratica nel Congresso della Repubblica, rifiutò il programma di riforma economica propugnato dal Presidente Carlos Andrès Perez, programma che causò il cosiddetto Caracazo.
Fu deputato per quattro volte sia nella quarta repubblica che nella quinta. Durante tutta la sua azione politica si è sempre contraddistinto per l'ideologia socialdemocratica e riformista, contestando il socialismo del XXI secolo di Chavez e Maduro, dottrina considerata antidemocratica e autoritaria, connotata anche da elementi di esaltazione quasi religiosa della figura del leader. Ramos Allup propende per un assetto repubblicano democratico liberale in cui anche i socialisti debbono agire, rispettando tutte le garanzie democratiche, prima fra tutte l'alternanza dei partiti al potere; in questo senso Allup si sente ancora legato alla Costituzione democratico-liberale della quarta repubblica sotto la quale ha svolto la maggior parte della propria carriera politica, è proprio per questo che Maduro lo ha più volte assimilato alla vecchia politica ormai superata dalla Rivoluzione Bolivariana.
Dopo il divorzio dalla prima moglie, si è sposato con Diana D'Agostino con cui ha avuto tre figli: Rodrigo Emilio, Ricardo Enrique y Reinaldo Eduardo.

## Ruolo nel conflitto tra l'assemblea nazionale e il presidente Nicolas Maduro Moros
Durante la presidenza dell'assemblea nazionale oppositrice al governo Maduro, ha tentato la via del dialogo con quest'ultimo, non senza riscontrare difficoltà. D'altro canto Ramos Allup si è mostrato impietoso nei confronti dell'eredità politica e morale dell'ex Presidente Hugo Chavez, considerata ingombrante e d'ostacolo alla vita democratica del Paese; ha ordinato personalmente la rimozione dei ritratti di Hugo Chavéz dall'emiciclo dell'assemblea nazionale, sottolineando simbolicamente la cesura con la precedente stagione politica.